# Staind
Staind je americká rocková kapela založená roku 1995, původem ze Springfieldu v Massachusetts. Skupinu tvoří: Aaron Lewis (zpěv/kytara), Mike Mushok (elektrická kytara), Johnny April (basa) a Jon Wysocki (bicí). Staind vydali již šest studiových alb, přičemž třem z nich se podařilo dostat na první místo v Billboard 200. Po celém světě prodala kapela více než 12 miliónů desek, je tedy považována za jednu z nejúspěšnějších rockových formací nového milénia.
Zpěvák Aaron Lewis se v anketě časopisu Hit Parade, Heavy Metal's All-Time Top 100 Vocalists, umístil na 49. místě.

## Historie

### Počátky aTormented(1995-1998)
Kapela Staind byla založena 24. listopadu 1995 ve městě Springfield, státu Massachusetts. Členové skupiny se poznali díky svým přátelům a ihned začali vystupovat v malých klubech, kde představovali coververze písní od muzikantů KoRn, Rage Against the Machine, Pearl Jam, Tool a Alice in Chains po více než rok a půl. V listopadu 1996 Staind vytvořili své první album, Tormented, které si i sami produkovali (deska neměla hudebního vydavatele). CD nebylo vůbec lehce k dostání, ale díky neustálému koncertování prodala kapela 2000 kusů Tormented. Nakonec dali Staind svou nahrávku k dispozici na oficiálních stránkách, tím vyšli vstříc všem fanouškům.
Ke konci roku 1997 předskakovali Staind na festivalu pro skupinu Limp Bizkit. Frontman Limp Bizkit, Fred Durst, neměl k Staind příliš vřelý vztah a to hlavně kvůli jejich kontroverznímu obalu Tormented. Dokonce se pokoušel kapelu z show vyškrtnout, ovšem po zhlédnutí jejich živého vystoupení změnil názor a vyměnil si s členy Staind telefonní číslo.

### Dysfunction(1999-2000)
13. dubna 1999 se do prodeje dostalo druhé album od Staind, nazvané Dysfunction, nyní již pod záštitou Flip Records. Na desce se podílel Fred Durst a producent Terry Date (spolupracoval s kapelami Soundgarden, Deftones a Pantera). Dysfunction je často srovnáváno s tvorbou metalových gigantů jako jsou Tool a Korn. Velmi osobitý a vychvalovaný zpěv Aarona Lewise je zase přirovnáván k vokálům Eddieho Veddera z Pearl Jam.
Dysfunction zaznamenalo pomalé, avšak stále rostoucí prodeje. Nahrávka obsadila první místo v Billboard Heatseaker Charts (hitparáda pro nově se prosazující umělce) po šesti měsících od jejího vydání. V tom samém týdnu deska prolomila hranice Billboard 200 a okupovala 73. místo.Dysfunction obsahuje devět písní (plus bonusovou „Excess Baggage"), z čehož tři byly vybrány jako singly. „Just Go", „Mudshovel" a „Home" jsou jména zmíněných singlů, přičemž se každá píseň dočkala hraní v rádiích. „Mudshovel" a „Home" dokonce stanuly v top 20 Billboard Modern Rock Tracks a Mainstream Rock Tracks (prestižní americká rádia). Nakonec bylo CD v USA certifikováno jako 2x platinové (2000 000+). Aby náležitě propagovali Dysfunction, připojili se Staind k Family Values Tour po boku Limp Bizkit a The Crystal Method. Též odstartovávali koncerty při turné skupiny Sevendust.

### Break the Cycle(2001-2002)
Staind vystupovali s Limp Bizkit na Family Values Tour po celý konec roku 1999. Během jednoho z koncertů nahrál Aaron Lewis píseň „Outside", kde zpíval společně s Fredem Durstem. „Outside" je první mainstreamový hit Staind a figuroval na třetím studiovém albu, Break the Cycle, zahajující prodej 22. května 2001. Poháněno obrovským úspěchem singlu „It's Been Awhile", Break the Cycle vstupuje do Billboard 200 na prvním místě s 716 000 prodanými kusy za jediný týden. Prodeje alba v otevíracím týdnu byly druhé největší za celý rok 2001. To dokazuje ohromný komerční úspěch Staind, protože v této době hudebním hitparádám dominovali hlavně hip hopoví a teen-popoví interpreti.
Break the Cycle se hudebně straní nu metalu (zastoupeného na předešlých dvou CD) a je ovlivněno spíše tradičním alternative metalem. Deska obsahuje pět singlů: „It's Been Awhile" (5. místo v Billboard Hot 100), „Fade" (často používána ve filmech či televizních show), „Outside" (studiovou a živou verzi), „For You" a akustickou baladu „Epiphany". Zvláštní je poselství songu „Waste". Píseň je určena pro dva mladé fandy, kteří spáchali sebevraždu těsně před vydáním alba. „It's Been Awhile" strávila na vrcholech rádií modern rock tracks, mainstream rock tracks 16 a 20 týdnů. To zní dělá jednu z nejúspěšnějších rockových písní všech dob. Break the Cycle korunovalo svůj úspěch 5x platinovou (5000 000+) certifikací od RIAA (Recording Industry Association of America). Jedná se tedy o nejlépe prodávané CD co Staind zhotovili.

### 14 Shades of Grey(2003-2004)
Na počátku roku 2003 Staind zorganizovali celosvětové turné na podporu svého čtvrtého studiového alba, nesoucí titulek 14 Shades Of Grey a vydaného 20. května. Deska se stejně jako její předchůdkyně umístila na prvním místě Billboard 200 s prodeji činící v otevíracím týdnu 221 000 kopií. 14 Shades of Grey je ve Spojených státech prohlášena za 1x platinovou (1000 000+).
Deska je zatím nejvíce mainstreamovým (komerčním) počinem Staind a ukazuje snahu Aarona Lewise psát o různých tématech, jako o své dceři, idolu nebo nejisté budoucnosti. 14 Shades of Grey poskytlo kapele dva velice úspěšné singly: „Price to Play" (metalová a nejspíše nejtvrdší píseň z CD) a „So Far Away" (14 týdnů vévodila rockovým hitparádám a objevila se v epizodě Smallville). Druhé dva singly, „Zoe Jane" a „How About You", však selhaly a neprosadily se v Billboard Hot 100, i když „How About You" sklidilo úspěch v rockových rádiích. Píseň „Price to Play" se stala oficiálním songem WWE Vengeance pay-per-view v červenci 2003. „So Far Away" zase použila televizní stanice WWE Raw jako část videa určeného ke vzpomínce na legendárního wrestlera Micka Foleyho. Staind navštívili festivaly Reading a Leeds, kde předvedli improvizované akustické vystoupení, zaviněné selháním techniky. Singly „So Far Away" a „Price to Play" obsahovaly dvě nezveřejněné písně, „Novocaine" a „Let It Out", které se později staly součástí speciální edice alba Chapter V (2005).
Během roku 2003 Staind prohráli soudní při se svým logo designérem Jonem Stainbrookem, který znovuvyužil logo nárokované skupinou. Celý případ byl však znovu otevřen v polovině roku 2005.

### Chapter V(2005-2006)
Po rozsáhlém proklamování (Staind například účinkovali ve Fuse TV) světlo světa spatřilo nové album od kapely, Chapter V, které se v prodejnách objevilo 9. srpna 2005. Deska ihned obsadila první místo Billboard 200 (185 000 prodaných nosičů v prvním týdnu). Tím pádem se mohou Staind pyšnit třemi nahrávkami na vrcholu zmíněné hitparády. Chapter V je stejně jako 14 Shades of Grey 1x platinová. Frontman Aaron Lewis označil Chapter V za nejlepší album od Staind.
První singl z desky se jmenuje „Right Here". Tato píseň ovládla mainstream rock radio a je to tedy nejúspěšnější song z Chapter V. Dále Staind uvolnili do rádií singly „Falling" (ve videoklipu pro píseň skupina vůbec nevystupuje), „Everything Changes" a „King of All Excuses".
Po vydání alba se skupina odebrala na různé festivaly a turné, na kterých strávila skoro celý rok. Nejdříve Staind vystupovali na Fall Brawl tour po boku P.O.D., Taproot a Flyleaf, poté realizovali své vlastní turné napříč Evropou a také poprvé navštívili Austrálii. Vedle hlavních hitů, Staind hráli i coververzi písně „This Love" od Pantera, jako hold Dimebagu Darrellovi. V rámci propagace Chapter V se kapela 10. srpna 2005 ukázala v The Howard Stern Show. Zde Staind předvedli akustické podání písní „Right Here" a „This is Beetle" (druhá jmenovaná je cover od Wack Pack). Jejich ztvárnění songu „This is Beetle" dosáhlo takového úspěchu, že se píseň stala základem zmíněné show.
V listopadu 2005 Staind zhotovili limitovanou edici dvou CD/DVD k Chapter V. Sada obsahovala několik raritních písní, nejoblíbenější videoklipy fanoušků a 36strannou knihu plnou exkluzivních kreseb. Audio deska může nabídnout Staind verzi songu „This is Beetle", melodické podání písně „Reply", předem nepoužité skladby „Novocaine", Let It Out" a živé verze singlů „It's Been Awhile" a „Falling". Během ledna 2006 byl použit singl „Right Here" v epizodě WWE Raw k videu určeného pro WWE Championa Edge.

### The Singles: 1996-2006(2006-2007)
6. září 2006 Staind účinkovali v akustické show (Hiro Ballroom, New York City), kde zahráli písně určené pro jejich kompilační album (největší hity). Na vystoupení zaznělo celkem šestnáct písní, včetně třech coververzí: Tool „Sober", Pink Floyd „Comfortably Numb" a Alice in Chains „Nutshell".
Jméno desky nejdříve znělo The Singles, ovšem později bylo změněno na The Singles: 1996-2006. Na této nahrávce jsou ke slyšení největší hity Staind (i „Everything Changes" nahrané při jejich newyorské show), tři zmíněné coververze a předělanou píseň „Come Again" z jejich prvního nezávislého alba Tormented. The Singles: 1996-2006 vyšlo 14. listopadu 2006.

### The Illusion of Progress(2008-2009)
19. srpna 2008 Staind vydali své šesté studiové album mající název The Illusion of Progress. Pro fanoušky byla k dostání limitovaná edice desky, která obsahovala tři bonusové tracky a roční členství ve fan clubu kapely (prvních dvě stě lidí co si předobjednalo CD přes Atlantic Records obdrželo podepsanou kopii alba od všech členů skupiny). Ještě předtím než bylo The Illusion of Progress k dostání, píseň „This Is It" figurovala jako download pro iTunes a hru Rock Band. The Illusion of Progress debutovalo na třetím místě Billboard 200, ovšem dosáhla vrcholů hitparád Top Modern Rock/Alternative Albums, Top Digital Albums a Top Internet Albums. Celkem se v otevíracím týdnu prodalo 92 000 kusů alb.
První singl z The Illusion of Progress, „Believe", dobyl 5. září 2008 špici hitparády Modern Rock Tracks. Jméno druhého singlu z desky zní „All I Want" a do rádií se dostal 24. listopadu 2008. Videoklip „All I Want" dokončuje příběh započatý videem k „Believe" a byl 12. prosince ke stažení na MySpace profilu skupiny. „The Way I Am" je singl určený pouze pro Evropu (realizovaný 26. ledna 2009). Poslední písní z The Illusion of Progress, která atakovala rádia je „This Is It". Tento song je také součástí soundtracku k filmu Transformers: Revenge of the Fallen. V některých interviewů (a i na oficiálních stránkách Staind) Aaron Lewis prozradil práci na svém sólovém albu.
Staind samozřejmě vyrazili na dlouhou šňůru koncertů. Kapela podporovala Nickelback při jejich evropském tour 2008 a na konci roku 2009 se připojili ke combeckovému turné Creed.

### Nové album (2010-současnost)
Podle informací poskytnutých zpěvákem Aaronem Lewisem začne práce na sedmém studiovém albu ke konci roku 2010. Vydání desky se očekává někdy v roce 2011.

## Členové skupiny
- Aaron Lewis - zpěv, kytara
- Mike Mushok - elektrická kytara
- Johnny April - basa, vokály v pozadí
- Jon Wysocki - bicí

## Diskografie

### Studiová alba
| 1996                                                     | Tormented - Vydáno: 29. listopadu 1996 - Vydavatel: Žádný - Formát: CD, CS                                   | —  | —   | —  | —  | — | —  | —  | —  | —  | —  | —  | —  | —  | —  | —  | —  | —   |                 |                                                             |
| 1999                                                     | Dysfunction - Vydáno: 13. dubna 1999 - Vydavatel: Elektra Records - Formát: CD, CS                           | 74 | —   | —  | —  | — | —  | —  | —  | —  | —  | —  | —  | —  | —  | —  | —  | —   | US: 2.1 milionu | US: 2× Platinová                                            |
| 2001                                                     | Break the Cycle - Vydáno: 22. května 2001 - Vydavatel: Elektra Records - Formát: CD, CS                      | 1  | 18  | 6  | 34 | 5 | 26 | 27 | 48 | 5  | 13 | —  | 36 | 23 | 1  | 9  | 18 | 1   | US: 5.5 milionů | US: 5× Platinová AUS: Zlatá UK: Platinová CAN: 2x Platinová |
| 2003                                                     | 14 Shades of Grey - Vydáno: 20. května 2003 - Vydavatel: Elektra Records - Formát: CD, CD+DVD, DVD Audio, CS | 1  | 35  | 32 | —  | — | —  | —  | 57 | 17 | 27 | 24 | 78 | —  | 26 | 30 | 16 | 16  | US: 1.4 milionu | US: Platinová CAN: Zlatá                                    |
| 2005                                                     | Chapter V - Vydáno: 9. srpna 2005 - Vydavatel: Atlantic Records - Formát: CD, CD+DVD, CS                     | 1  | 79  | 43 | —  | — | —  | —  | —  | 37 | 59 | —  | —  | —  | 14 | 51 | 24 | 112 | US: 1.2 milionu | US: Platinová                                               |
| 2008                                                     | The Illusion of Progress - Vydáno: 19. srpna 2008 - Vydavatel: Atlantic Records - Formát: CD, LP, DI         | 3  | 100 | 67 | —  | — | —  | —  | —  | 41 | —  | —  | 90 | —  | 22 | —  | 40 | 73  | US: +380,000    |                                                             |
| „—" znamená album, které se neumístilo v dané hitparádě. | |    |     |    |    |   |    |    |    |    |    |    |    |    |    |    |    |     |                 |                                                             |

### Kompilace
| Rok  | Název alba                                                                                         | Umístění v hitparádách | Umístění v hitparádách |
| Rok  | Název alba                                                                                         | US                     | NZ                     |
| ---- | -------------------------------------------------------------------------------------------------- | ---------------------- | ---------------------- |
| 2006 | The Singles: 1996-2006 - Vydáno: 14. listopadu 2006 - Vydavatel: Atlantic Records - Formát: CD, CS | 41                     | 14                     |
| 2008 | iTunes Originals - Vydáno: 16. prosince 2008 - Vydavatel: Atlantic Records - Formát: DI            | -                      | -                      |

### Singly
| Rok  | Název                    | Umístění v hitparádách | Umístění v hitparádách | Umístění v hitparádách | Umístění v hitparádách | Umístění v hitparádách | Umístění v hitparádách | Umístění v hitparádách | Umístění v hitparádách | Umístění v hitparádách | Umístění v hitparádách | Umístění v hitparádách | Umístění v hitparádách | Umístění v hitparádách | Certifikace          | Album                    |
| Rok  | Název                    | US                     | Mod rock               | Main rock              | AUS                    | AUT                    | BEL                    | GER                    | IRE                    | NLD                    | NZ                     | SWE                    | SWI                    | UK                     | Certifikace          | Album                    |
| ---- | ------------------------ | ---------------------- | ---------------------- | ---------------------- | ---------------------- | ---------------------- | ---------------------- | ---------------------- | ---------------------- | ---------------------- | ---------------------- | ---------------------- | ---------------------- | ---------------------- | -------------------- | ------------------------ |
| 1999 | „Just Go"                | —                      | —                      | 24                     | —                      | —                      | —                      | —                      | —                      | —                      | —                      | —                      | —                      | —                      | —                    | Dysfunction              |
| 1999 | „Mudshovel"              | —                      | 14                     | 10                     | —                      | —                      | —                      | —                      | —                      | —                      | —                      | —                      | —                      | —                      | —                    | Dysfunction              |
| 1999 | „Home"                   | —                      | 17                     | 11                     | —                      | —                      | —                      | —                      | —                      | —                      | —                      | —                      | —                      | —                      | —                    | Dysfunction              |
| 1999 | „Outside (live version)" | 56                     | 2                      | 1                      | —                      | —                      | —                      | —                      | —                      | —                      | —                      | —                      | —                      | —                      | —                    | Break the Cycle          |
| 2001 | „It's Been Awhile"       | 5                      | 1                      | 1                      | 24                     | 54                     | 46                     | 43                     | 18                     | 19                     | 13                     | 23                     | 79                     | 15                     | AUS: Zlatá US: Zlatá | Break the Cycle          |
| 2001 | „Outside"                | —                      | 16                     | 11                     | —                      | 69                     | —                      | 73                     | —                      | 71                     | —                      | 52                     | 53                     | 33                     | —                    | Break the Cycle          |
| 2001 | „Fade"                   | 62                     | 4                      | 3                      | —                      | —                      | —                      | —                      | —                      | —                      | —                      | —                      | —                      | —                      | —                    | Break the Cycle          |
| 2002 | „For You"                | 63                     | 3                      | 3                      | —                      | —                      | —                      | —                      | —                      | —                      | —                      | —                      | —                      | 55                     | —                    | Break the Cycle          |
| 2002 | „Epiphany"               | —                      | 28                     | 22                     | —                      | —                      | —                      | —                      | —                      | —                      | —                      | —                      | —                      | —                      | —                    | Break the Cycle          |
| 2003 | „Price to Play"          | 66                     | 6                      | 2                      | —                      | —                      | —                      | —                      | 41                     | —                      | —                      | —                      | —                      | 36                     | —                    | 14 Shades of Grey        |
| 2003 | „So Far Away"            | 24                     | 1                      | 1                      | —                      | —                      | —                      | —                      | —                      | —                      | —                      | —                      | —                      | —                      | —                    | 14 Shades of Grey        |
| 2004 | „How About You"          | —                      | 10                     | 10                     | —                      | —                      | —                      | —                      | —                      | —                      | —                      | —                      | —                      | —                      | —                    | 14 Shades of Grey        |
| 2004 | „Zoe Jane"               | —                      | —                      | —                      | —                      | —                      | —                      | —                      | —                      | —                      | —                      | —                      | —                      | —                      | —                    | 14 Shades of Grey        |
| 2005 | „Right Here"             | 55                     | 3                      | 1                      | —                      | —                      | —                      | —                      | —                      | —                      | —                      | —                      | —                      | —                      | US: Zlatá            | Chapter V                |
| 2005 | „Falling"                | —                      | 19                     | 7                      | —                      | —                      | —                      | —                      | —                      | —                      | —                      | —                      | —                      | —                      | —                    | Chapter V                |
| 2006 | „Everything Changes"     | —                      | 32                     | 22                     | —                      | —                      | —                      | —                      | —                      | —                      | —                      | —                      | —                      | —                      | —                    | Chapter V                |
| 2006 | „King of All Excuses"    | —                      | —                      | 27                     | —                      | —                      | —                      | —                      | —                      | —                      | —                      | —                      | —                      | —                      | —                    | Chapter V                |
| 2008 | „Believe"                | 83                     | 1                      | 4                      | —                      | —                      | —                      | —                      | —                      | —                      | —                      | —                      | —                      | —                      | —                    | The Illusion of Progress |
| 2008 | „All I Want"             | —                      | 21                     | 20                     | —                      | —                      | —                      | —                      | —                      | —                      | —                      | —                      | —                      | —                      | —                    | The Illusion of Progress |
| 2009 | „The Way I Am"           | —                      | —                      | —                      | —                      | —                      | —                      | —                      | —                      | —                      | —                      | —                      | —                      | —                      | —                    | The Illusion of Progress |
| 2009 | „This Is It"             | —                      | 38                     | 27                     | —                      | —                      | —                      | —                      | —                      | —                      | —                      | —                      | —                      | —                      | —                    | The Illusion of Progress |

### Videoklipy
| Píseň                    | Rok  | Album                    | Režisér              |
| ------------------------ | ---- | ------------------------ | -------------------- |
| „Just Go"                | 1998 | Dysfunction              | Fred Durst           |
| „Mudshovel"              | 1999 | Dysfunction              | Gregory Dark         |
| „Home"                   | 1999 | Dysfunction              | Fred Durst           |
| „Outside (live version)" | 1999 | Family Values Tour 1999  | N/A                  |
| „It's Been Awhile"       | 2001 | Break the Cycle          | Fred Durst           |
| „Fade"                   | 2001 | Break the Cycle          | Marcus Raboy         |
| „Outside"                | 2001 | Break the Cycle          | Nigel Dick           |
| „For You"                | 2002 | Break the Cycle          | Nigel Dick           |
| „Epiphany"               | 2002 | Break the Cycle          | Fred Durst           |
| „Price to Play"          | 2003 | 14 Shades of Grey        | The Brothers Strause |
| „So Far Away"            | 2003 | 14 Shades of Grey        | Nigel Dick           |
| „How About You"          | 2004 | 14 Shades of Grey        | N/A                  |
| „Right Here"             | 2005 | Chapter V                | Nathan Cox           |
| „Falling"                | 2005 | Chapter V                | Mike Sloat           |
| „Everything Changes"     | 2006 | Chapter V                | Mike Sloat           |
| „Believe"                | 2008 | The Illusion of Progress | Christopher Sims     |
| „All I Want"             | 2008 | The Illusion of Progress | Christopher Sims     |
| „The Way I Am"           | 2008 | The Illusion of Progress | Christopher Sims     |

## DVD
- Staind - MTV Unplugged (2002)
- Staind: The Videos (2006)